# Sumporasta kiselina
Sumporasta kiselina (sulfitna kiselina) je slaba, skoro pa nepostojana kiselina formule H2SO3.

## Osobine i svojstva
U reakcijama s drugim kemijskim spojevima, ona djeluje blago kiselo.
Postojanje molekula sumporaste kiseline (H2SO3) nije utvrđeno.

Ipak postoje soli sumporaste kiseline: sulfiti (npr. natrijev sulfit (Na2SO3)) i hidrogensulfiti (npr. kalcijev hidrogensulfit (Ca(HSO3)2)).
Vodena otopina sumporova(IV) oksida sadrži uglavnom molekule sumporova(IV) oksida (SO2) te vrlo malo oksonijevih (H3O+), hidrogensulfitnih (HSO3-) i sulfitnih iona. Njezin sastav ovisi o temperaturi i pH-vrijednosti otopine. Po tradiciji takva se otopina naziva sumporastom kiselinom.

## Dobivanje
Dobiva se otapanjem sumporovog(IV) oksida u vodi:
{\displaystyle \mathrm {SO_{2}(g)+H_{2}O(l)\longrightarrow H_{2}SO_{3}(aq)} }